# Logor Goli otok
Politički logor Goli otok je zloglasni logor na istoimenim otoku za jugoslavenske političke zatvorenike osnovan 1949. godine po nalogu rukovodstva Komunističke partije i države, u sklopu velike čistke u redovima Komunističke partije Jugoslavije nakon Rezolucije Informbiroa.
Izabran je zbog nenaseljenosti i nemogućnosti bijega. U logor su slani uglavnom komunisti osumnjičeni za sklonost da surađuju sa Sovjetskim Savezom nakon sukoba Staljina i Tita 1948. godine, to jest, kako se tada govorilo, "za suradnju s Informbiroom". Civili su na "preodgoj" u pravilu slani bez suđenja, upravnom odlukom, dok se vojnim osobama sudilo na insceniranim procesima na kojima su osuđivani na najmanje tri, pa sve do dvadeset godina strogog zatvora.
Popis kojega je sastavila UDBA, 1963. godine, sadrži imena 16.101 osobe koje su od 1949. do 1956. godine prošli kroz Goli otok i druge logore za informbiroovce. U tim je logorima za informbiroovce na razne načine (ubojstvo, samoubojstvo, prirodna smrt) život izgubilo 413 zatočenika. Informbiroovci su skoro bez iznimke bili članovi Komunističke partije Jugoslavije, od kojih je u logorima završilo približno 5 posto. Još oko 30 tisuća njih je bilo registrirano zbog iskazivanja sklonosti Sovjetskom savezu, te su bili izvrgnuti kontroli i represalijama.
Tretman koji su jugoslavenski komunisti organizirali svojim partijskim kolegama i suborcima 1940-ih i 1950-ih godina bio je ne samo brutalan, nego i moralno degradirajući.

## Povijest
Prvi logoraši stigli su na otok, točnije bili izbačeni iz broda na stijene jer nije bilo pristaništa, 9. srpnja 1949. godine, ukupno oko 1.200 ljudi. Prema procjenama - komunističke vlasti su poduzele mjere da se oteža utvrđivanje točnih podataka - na Golom otoku je bilo između 16 i 32 tisuće logoraša, od kojih je umrlo između 400 i 4000. Po procjenama bivših logoraša, npr. Dragoslava Mihailovića, bilo je do 15.000 umrlih za vrijeme sukoba Tito - Staljin u svim logorima za internaciju informbiroovaca.
Na Golom otoku bio je logor za muške, dok se na Svetom Grguru nalazio logor za ženske zatočenike.
Najodgovorniji za osnivanje političkog logora "Goli otok" bili su zapovjednik UDBE za Hrvatsku, general Stevo Krajačić, te Edvard Kardelj, desetljećima najbliži Titov suradnik. Jedan od zapovjednika logora bio je i narodni heroj Jugoslavije Ante Raštegorac.
Većina je zatočenika otpuštena s Golog otoka 1955. godine, nakon što su se u Beogradu svečano sastali i pomirili Tito i Nikita Hruščov, Staljinov nasljednik na mjestu Generalnog sekretara Komunističke partije Sovjetskog saveza. Većina vojnih osoba ostala je ipak zatočena u logoru još dvije godine. Dio zatočenika ostao je u logoru čak do 1960. godine. Kaznionica je na Golom otoku djelovala i nakon toga, te je ukinuta 1988. godine.
 Briga Partije za naše zdravlje svijetao je primjer čovječnosti. – Natpis u logoru Goli otok

## Položaj logoraša
Kada bi u u logor stigao novi logoraš, stari logoraši poredani u dvije kolone su vrijeđali pridošlice te bi ih udarali rukama i nogama. Kada Nakon toga bi ih se skidalo gole te su morali trčati u more po oštrom kamenju. U moru se moralo dizati i spuštati na zapovijed što je bilo kupanje kažnjenika. Nakon toga se dobivala logorska odjeća.
Često bi se radili fizički i psihički iscrpljujući zadaci; naprimjer prenosilo bi se na brdo kamenje koje bi drugi onda nosili dolje. Radilo se od 6 sati ujutro do 14 sati poslije podne. Nakon toga slijedila je obvezna politička nastava, koja je znala trajati do 19 sati.
Kažnjenici su umirali ili bili ubijani na razne načine, na primjer:
- pri pokušaju bijega,
- na smrt pretučeni,
- samoubojice – koji nisu mogli ili htjeli podnositi metode "preodgajanja" UDBE (koje su provodili stariji zatvorenici, zaduženi da tjelesno i psihički zlostavljaju one novije),
- poginuli "utapanjem",
- nesreće na radu u kamenolomu,
- smrt od izgladnjelosti ili iscrpljenosti.

Među zarobljenike su bili ubacivani agenti koji su stvarali grupacije. Tom su metodom poticana ubojstva na Golom otoku, kada su kažnjenici iz jedne skupine napadali one iz druge.

## Svjedočanstva
Svjedočanstvo zatočenika Vladimira Bobinca o Golom otoku:
»U čemu je strahota tog logora? U logorima u Njemačkoj, u Sibiru, u Hrvatskoj, u tim logorima ubijalo se tijelo, a u ovom se logoru ubijao čovjek u čovjeku. To je bila osnovna logika. Sada često čujem kako ljudi kažu da su imali nekoga koji je bio na Golom otoku, ali nikada nisu o tome pričali. Zato jer smo svi mi duboko pogođeni onim što smo ondje doživjeli. U nama je bio ubijen čovjek, to je osnovno. Straža je samo pazila da ne bi tko pobjegao, a mi smo se međusobno razračunavali. U tome je ta strahota. Svaki je kažnjenik, čim je stigao, morao ići na raport kod svojeg isljednika. Morao si obavezno skinuti kapu i ruke staviti na leđa. Prva greška koju bi kažnjenik načinio bila je osloviti svojeg isljednika "druže isljedniče". Tada bi dobio odgovor: "Nismo mi drugovi, ti si bandit, a ja nisam". Dolaskom na otok izgubio si vlastito ime i postao 'banda'. Druga je velika greška bila kad bi rekao isljedniku "Ja nisam kriv". To je bila velika greška, jer tom tvrdnjom uvrijedio si UDBU, ona znači hapsi nevine ljude. Na Golom otoku moraš shvatiti da si kriv i moraš biti zahvalan UDBI što ti je omogućila da shvatiš da si kriv i da ti je UDBA omogućila da okaješ svoju krivnju. To je bilo osnovno pravilo.«
Svjedočanstvo zatočenice Vere Winter o Golom otoku:
Vera Winter, rođena Zagrepčanka i golootočka zatočenica od 1949. do 1952. godine svjedoči:
»Onaj tko je tukao jače, brže je izlazio van. Oni koji su se odupirali, ostajali su dulje, ali svi smo tučeni i svi smo mi tukli druge. Svi smo mi tamo spušteni na razinu egzekutora. Svi smo mi tamo napravili kompromis sa svojom savješću. Zato je užasno teško o tome govoriti i zato smo se godinama nakon izlaska stidjeli. I nakon izlaska smo se bojali. Što god ste učinili, moglo se izroditi u nešto loše po vas.«

## "Petrova rupa"
Ivan Kosić u knjizi Goli otok, najveći Titov konclogor (2003.) govori o objektu "Petrova rupa", o kojem je u svojoj knjizi Muzej živih ljudi iz 1990. godine pisao i zatočenik Dragoljub Jovanović. Taj vjerojatno najgori dio logora bio je popunjen sa 130 "osobito opasnih" zatočenika koji su na Goli otok stizali iz drugih dijelova logora i iz drugih zatvora, od srpnja 1950. do veljače 1951. godine.
"Petrova rupa" dobila je ime po Petru Komneniću, predsjedniku Skupštine Narodne republike Crne Gore, koji se nalazio u prvoj skupini koja je ondje dovedena. Riječ je bila o boksitnoj jami dubine 7 i širine oko dvadeset metara, u koju se ulazilo stepenicama. Oko jame je bio sagrađen još i zid visine 3 metra, a iznad njega su bile stražarske kule.
U Petrovoj rupi nalazili su se posebni zatočenici, bivši članovi centralnih komiteta, visoki rukovodioci, ministri, generali, španjolski borci, veleposlanici, sveučilišni profesori.
Jovanović od svojih suuznika u tom najtežem dijelu logora oko dvije trećine smatra "dobrim ljudima - drugovima", daljnjih 20 % smatra on "uvjetno ljudima". Ostale (17 %) smatra "batinašima", od toga pola "batinaša običnih", a pola "batinaša ubojica". Ivan Kosić zaključuje iz toga da je većina zatočenika uspjela zadržati ljudski ponos i elementarnu moralnu ispravnost, usprkos nastojanju logorskih vlasti da ih korumpira izgledima za brži izlazak iz logora, ako postanu "batinaši".
O "tretmanu" možemo saznati iz jednog od opisa iz Jovanovićeve knjige:
-  Šta ne dižeš glavu, majku ti banditsku - reče i zgrabi ga levom rukom za kapu na glavi, sa njom steže i kosu i zabaci mu glavu naglo unazad.
- Znam da si sada đubre, ali govori šta si nekad bio. Mislim da sam te sretao.
Branko ga mirno pogleda pravo u oči.
- Ja sam inženjer i general Branko Poljanac, bivši načelnik Vrhovnog štaba narodnooslobodilačke vojske.
Grmalj ga pljunu pravo u lice i levom rukom kojom ga je držao za kosu, naglo ga gurnu nazad. Branko izgubi ravnotežu i pade nauznak.
- Evo ti, govno od govana. To si ti a ne general! - prosikta besno …
Milicionera je bilo valjda desetak, a onih u crnim kaputima još pet, šest. Rastrčaše se oko kolone kad krenusmo. (...) Za trenutak se sve utiša. Jedan iz one grupe reče glasno ostalima oko sebe:
- Eto vam ih drugovi, pa malo porazgovarajte s ovim banditima i izdajnicima, neka vide kako se pošteni komunisti odnose prema izdajnicima!

Ono što se tad odigralo u ciglih pet – šest minuta, ne može se opisati. (...)
Ti koji su jurišali kao besni na stroj okovanih i na smrt isprebijanih ljudi bili su naši drugovi, još više ratni drugovi, još više partijski drugovi, komunisti.
Ko je taj ko je od njih napravio "antiljude" to samo time što ih je obukao u crne kožne kapute i zakačio im po telu ordenje. ...
Ljudi su stajali u lisicama. Desna ruka - leva ruka! Čekali su da se na njih sruči lavina neljudi.
Ruke ... pesnice... čizme... cokule ... kundaci ...drške od pištolja …
Krici! Jauci !

- Tu li si Andrija, majku ti izdajničku jebem ... Šta, tebi je Vlado bilo malo, šta si još hteo ... Udri onog crnog ... a to si ti Rade, sad ćeš videti kako će te tvoja UDB-a udesiti ... A ti, Momo lepotane, spustićeš svoju glavu do same zemlje, majku ti tvoju seljačku ...
(...) Oboreni ljudi polako su se dizali. Pljuvali u šaku izbijene zube i krv. Dlanovima vraćali očne jabučice napola izbačene iz svojih krvavih duplji, brisali rukavima krv sa lica, išmrkivali sukrvicu iz noseva.

Kožni kaputi još su dahtali od napora da se "dokažu". Privrženost nije stvar od "danas do sutra"! Stalno se treba dokazivati. Pred okolinom. Pred pretpostavljenima, i pred potčinjenima. Sada su brisali oznojena lica, ko čistijom ko prljavijom maramicom. Zavisno od ranga ...
Koliko će kiša biti potrebno da se opere ta sramota?
Dragoljub M. Jovanović, koji zapisuje ove retke, gore opisanom "tretmanu" je osobno svjedočio - kao žrtva.

## Hrvatski državni arhiv
U Hrvatskom državnom arhivu postoji popis zatočenika koji je bila sastavila UDBA. Na tom popisu, za kojega se zna kako nije kompletan jer se u njemu ne navodi barem 28 imena i 3 osobe koje su potvrđeno bile zatočene na Golom otoku, bilo je ondje zatočeno 16.101 zatočenika i zatočenica (15.173 muškarca i 928 žena) koji su u postotku bili:
- Srbi (44 %)
- Crnogorci (21,5 %)
- Hrvati (16 %)
- Makedonci (5 %)
- Slovenci (3,5 %)
- Albanci (3 %)
- Ostali (7 %)

Sveukupno je po tom popisu na Golom otoku je u razdoblju između 1949. i 1986. godine život izgubilo na razne načine (prirodna smrt, ubojstvo, samoubojstvo) 446 osoba. Od toga broja 413 osoba bili su informbiroovci koji su umrli ili bili ubijeni u razdoblju između 1949. i 1960. godine.

## Poznati logoraši
- Dušan Brkić
- Vlado Dapčević
- Vicko Jelaska
- Dragoljub Mićunović
- Dragoslav Mihailović
- Alfred Pal
- Dobroslav Paraga
- Grgo Šore
- Vlastimir Velisavljević

## Vanjske poveznice
- Članak u Zadarskom listu: Što je ostalo od najgoreg europskog postratnog zatvora?
- Članak u Slobodnoj Dalmaciji: Jedan od posljednjih: U paklu Golog otoka sačuvao sam živu glavu derući se iz sveg glasa
- Popisi kažnjenika na društveno koristan rad i osuđenika po IB-u (Dodatak II. izdanju knjige Ivana Kosića Goli otok, najveći Titov konclogor (2003., II. izdanje 2009.)
- Vanja Majetić, 'Nikada nećemo saznati čija je konkretno ideja o osnivanju logora na Golom otoku', intervju s Martinom Previšićem, tportal.hr, 10. veljače 2019.
- https://www.dw.com/hr/pri%C4%8Da-o-golom-otoku-nikome-ne-odgovara/a-54519141